# Diecéze augustská
Diecéze Augusta je titulární diecéze římskokatolické církve.

## Historie
Augusta, identifikovatelná s ruinami blízko Toprakkale v dnešním Turecku, je starobylé biskupské sídlo nacházející se v římské provincii Kilíkie I. Bylo součástí Antiochijského patriarchátu a sufragánnou arcidiecéze Tarsus, jak o tom svědčí Notitiae Episcopatuum z 6. století.
Známe tři biskupy této diecéze. Pison který se zúčastnil roku 363 koncilu v Antiochii; Tatianus, byl jedním z otců Efezského koncilu roku 431 a roku 434 koncilu v Tarsusu; Theodorus (nebo Ioannes) zúčastněný roku 451 Chalkedonského koncilu.
Dnes je využívána jako titulární biskupské sídlo; v současnosti je bez titulárního biskupa.

## Seznam biskupů
- Pison (zmíněn roku 363)
- Tatianus (před rokem 431 - po roce 434)
- Theodorus (zmíněn roku 451)

## Seznam titulárních biskupů
- 1894–1918 Ernesto Angiulli
- 1920–1935 Joaquim Rafael Maria d’Assunçâo Pitinho, O.F.M.
- 1936–1979 Antonio Rocca